# Musculus omohyoideus
De musculus omohyoideus  of schoudertop-tongbeenspier is een spier aan de voorzijde van nek die zijn oorsprong heeft aan het ligamentum transversum scapulae dat aan het schouderblad is bevestigd. De spier is aan de bovenzijde aanhecht aan het tongbeen.